# Vérzőbegyű bozótgébics
A vérzőbegyű bozótgébics (Telophorus cruentus) a madarak osztályának verébalakúak (Passeriformes) rendjébe és a bokorgébicsfélék (Malaconotidae) családjába tartozó faj.

## Rendszerezése
A fajt Christian Gottfried Ehrenberg német természetkutató és zoológus írta le 1828-ban, a Lanius nembe Lanius cruentus néven. Egyes szervezetek  a Rhodophoneus nembe sorolják, egyetlen fajként Rhodophoneus cruentus néven.

## Alfajai
- Telophorus cruentus cathemagmenus (Reichenow, 1887)
- Telophorus cruentus cruentus (Hemprich & Ehrenberg, 1828)
- Telophorus cruentus hilgerti (Neumann, 1903)
- Telophorus cruentus kordofanicus (Sclater & Mackworth-Praed, 1918)[2]

## Előfordulása
Afrika keleti részén, Dél-Szudán, Dzsibuti, Egyiptom, Eritrea, Etiópia, Kenya, Szomália, Szudán és Tanzánia területén honos.
Természetes élőhelyei a szubtrópusi vagy trópusi gyepek és cserjések. Állandó, nem vonuló faj.

## Megjelenése
Testhossza 27 centiméter, testtömege 40-62 gramm.
|  |

## Természetvédelmi helyzete
Az elterjedési területe rendkívül nagy, egyedszáma pedig stabil. A Természetvédelmi Világszövetség Vörös listáján nem fenyegetett fajként szerepel.